# Station Zavelstraat
Station Zavelstraat is een voormalige spoorweghalte aan spoorlijn 36 (Brussel-Luik) in Erps-Kwerps, een deelgemeente van de gemeente Kortenberg. Er is nog een station langs de Kwerpse of oostkant van Erps-Kwerps aan deze lijn.
De spoorlijn werd in 1866 op dubbel spoor in dienst genomen, toen de lijn Leuven - Luik werd verlengd tot in Brussel. De bediening van deze stopplaats werd in 1920 opgeheven.
0,0: Brussel-Noord ·
2,4: Schaarbeek ·
5,5: Haren-Zuid ·
7,0: Diegem ·
9,4: Zaventem ·
12,0: Nossegem ·
14,7: Kortenberg ·
16,1: Zavelstraat ·
17,8: Erps-Kwerps ·
19,2: Beisem ·
21,1: Veltem ·
24:0: Herent ·
28,8: Leuven ·
34,1: Korbeek-Lo ·
36,1: Lovenjoel ·
40,0: Vertrijk ·
42,0: Roosbeek ·
44,3: Kumtich ·
47,4: Tienen ·
53,8: Ezemaal ·
57,0: Neerwinden ·
60,7: Landen ·
64,0: Gingelom ·
69,0: Jeuk-Rosoux ·
71,5: Corswarem ·
74,5: Waremme ·
77,2: Bleret ·
79,8: Remicourt ·
83,2: Momalle ·
85,4: Fexhe-le-Haut-Clocher ·
87,8: Voroux-Goreux ·
89,9: Bierset-Awans ·
93,4: Ans ·
94,7: Montegnée ·
97,0: Liège-Haut-Pré ·
99,9: Luik-Guillemins